# Martin Hansson
Pour les articles homonymes, voir Hansson.
Martin Hansson, né le 6 avril 1971 est un arbitre suédois de football. Il habite à Holmsjö en Suède.

## Biographie
Pompier de formation, il a commencé l'arbitrage à l'âge de 15 ans. À 30 ans, il obtient l'accord de la FIFA pour arbitrer des matchs internationaux.
Il est principalement connu comme étant l'arbitre ayant validé le but décisif de William Gallas, lors de France-Irlande, match de barrage retour des éliminatoires de la Coupe du monde 2010, malgré une faute de main de Thierry Henry. Martin Hansson s'est depuis justifié, estimant qu'il était impossible de voir la main, à moins d'être derrière le but. En 2019, dans le documentaire Transversales : Erreur diffusé sur RMC Sport, l'arbitre explique avoir cru prendre la bonne décision dans un premier temps. Toutefois, sa position - qui était la bonne - ne lui permit pas de distinguer la main du joueur français et ce n'est qu'après le match qu'il apprit son erreur. Cette dernière provoqua de vives réactions en Irlande où la Fédération demanda de rejouer le match, en vain. Ce fait de jeu entraîna également la mise en place des « arbitres de surface », voulus par le président de l'UEFA Michel Platini, puis plus tard de la Video assistant referee (VAR).
Son arbitrage est une nouvelle fois l'objet de critiques, quelques mois plus tard, lors de la Ligue des champions. Au cours du huitième de finale aller opposant Arsenal et le FC Porto, il siffle un coup franc indirect dans la surface de réparation de l'équipe d'Arsenal, alors que son positionnement gêne le défenseur Sol Campbell et que le gardien Lukasz Fabianski est en train de se replacer, ce qui permet au FC Porto de marquer le but victorieux,.
Martin Hansson participa tout de même à la Coupe du monde 2010 en Afrique du Sud. 
Il est également au centre du documentaire The referee de Mattias Löw, qui l'a suivi pendant un an (avant et après le controversé France-Irlande).